# Nordersteinstraße

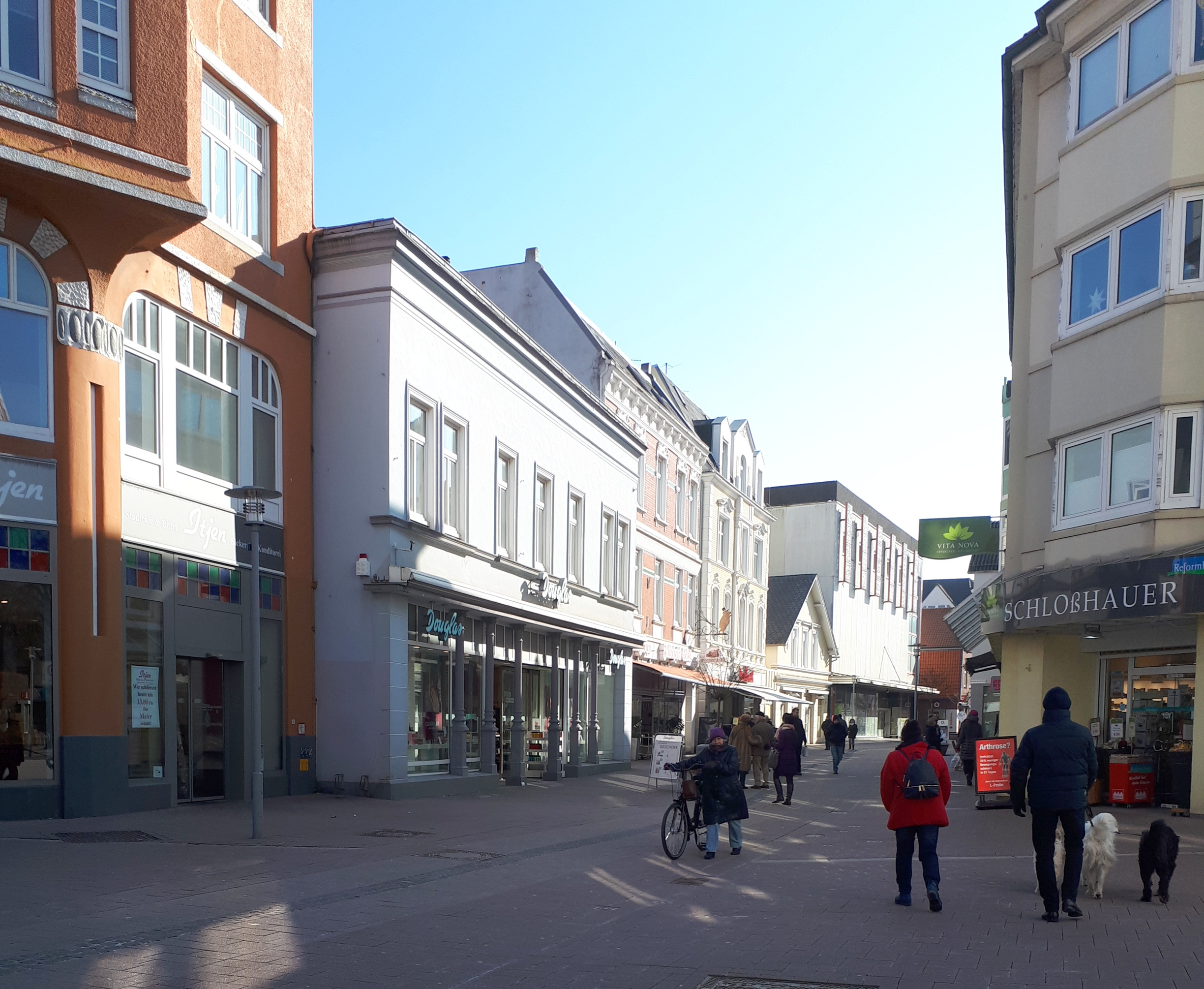
Straße 2018

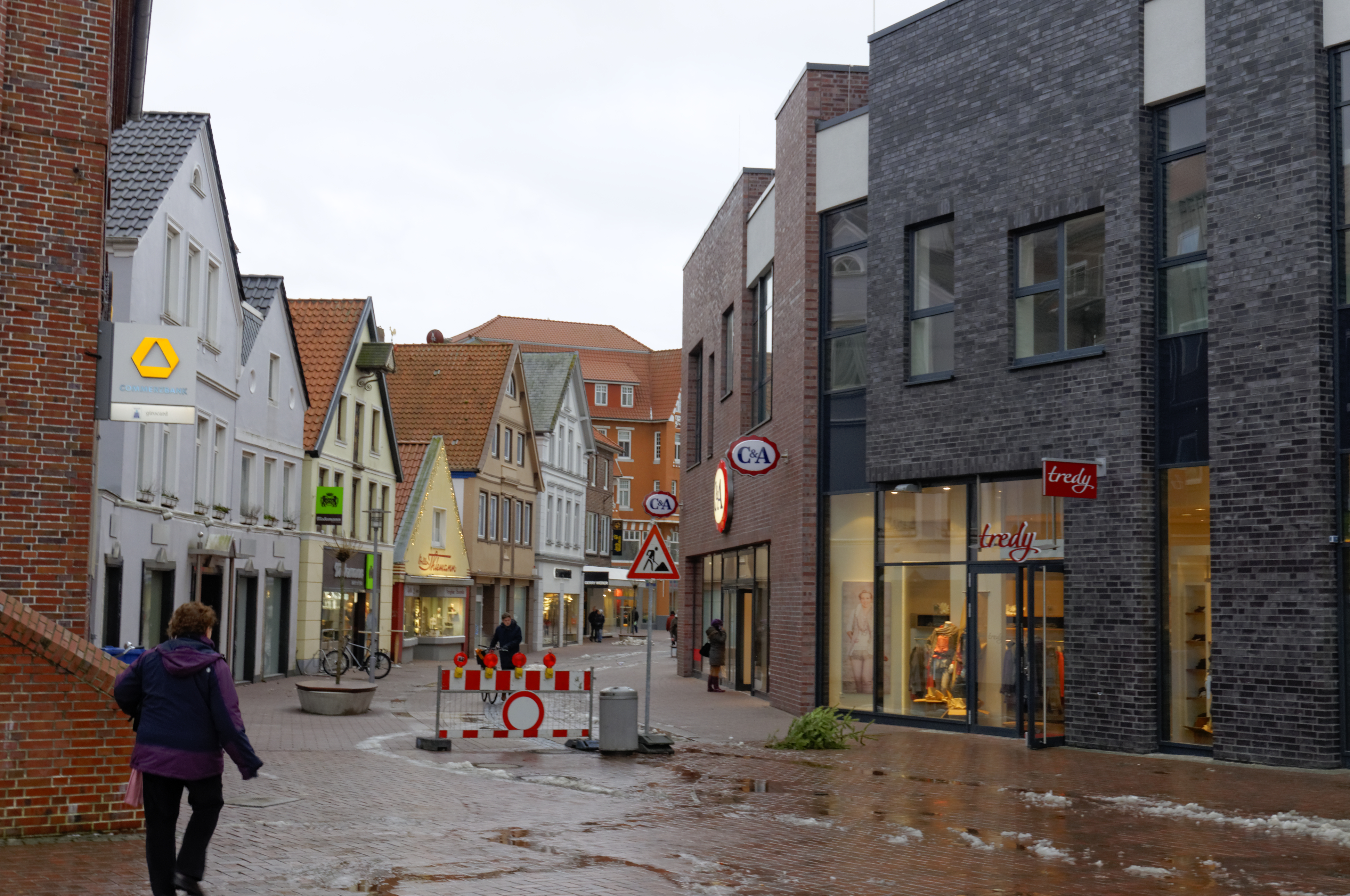
Straße 2016

Die Nordersteinstraße in Cuxhaven ist eine ca. 0,5 km lange Einkaufsstraße. Sie führt in Süd-Nord-Richtung von der Südersteinstraße bis zum Kämmererplatz sowie zur Rohdestraße, Deichstraße und Poststraße.

## Nebenstraßen
Die Neben- und Anschlussstraßen wurden benannt als Südersteinstraße nach der südlichen Lage zum Stadtkern, Neustraße, nachdem nach einem Brand die Straße 1775 neu angelegt worden war, Segelckestraße nach dem Schultheißen von Groden-Ritzebüttel und Döse-Altenwalde Ferdinand Hinrich Segelcke (1834–1902), Holstenstraße 1915 nach der Region Holstein, Penzancer Platz 1983 nach der englischen Partnerstadt Penzance (früher Brunnenplatz), Kapitän-Alexander-Straße nach dem Fischdampfer-Kapitän Karl Alexander (* 1890, † 1940 im KZ Sachsenhausen), Kaemmererplatz 1909 nach dem Amtsverwalter Gustav Kaemmerer (früher Löschplatz), Rohdestraße 1906 nach dem Direktor der Staatlichen Höheren Bürgerschule Johann Diedrich Rohde (1842–1908), Deichstraße nach dem ursprünglichen Verlauf am westlichen Hafenobdeich und Poststraße (früher Feldweg) nach dem von 1905 bis 2000 ansässigen Postamt.

## Geschichte

### Name
Die Straße wurde benannt nach der Lage nördlich von der „Steinburg“ (Schloss Ritzebüttel) oder aufgrund des Straßenverlaufs; sie führt nach Norden von der Südersteinstraße. 1755 wurde sie als Nordstrate oder Norderstrate erwähnt. Auch als Slüsenstroot, Lange Straße (1825), große Gasse oder lange große Fleckengasse fand sie Erwähnung.

### Entwicklung

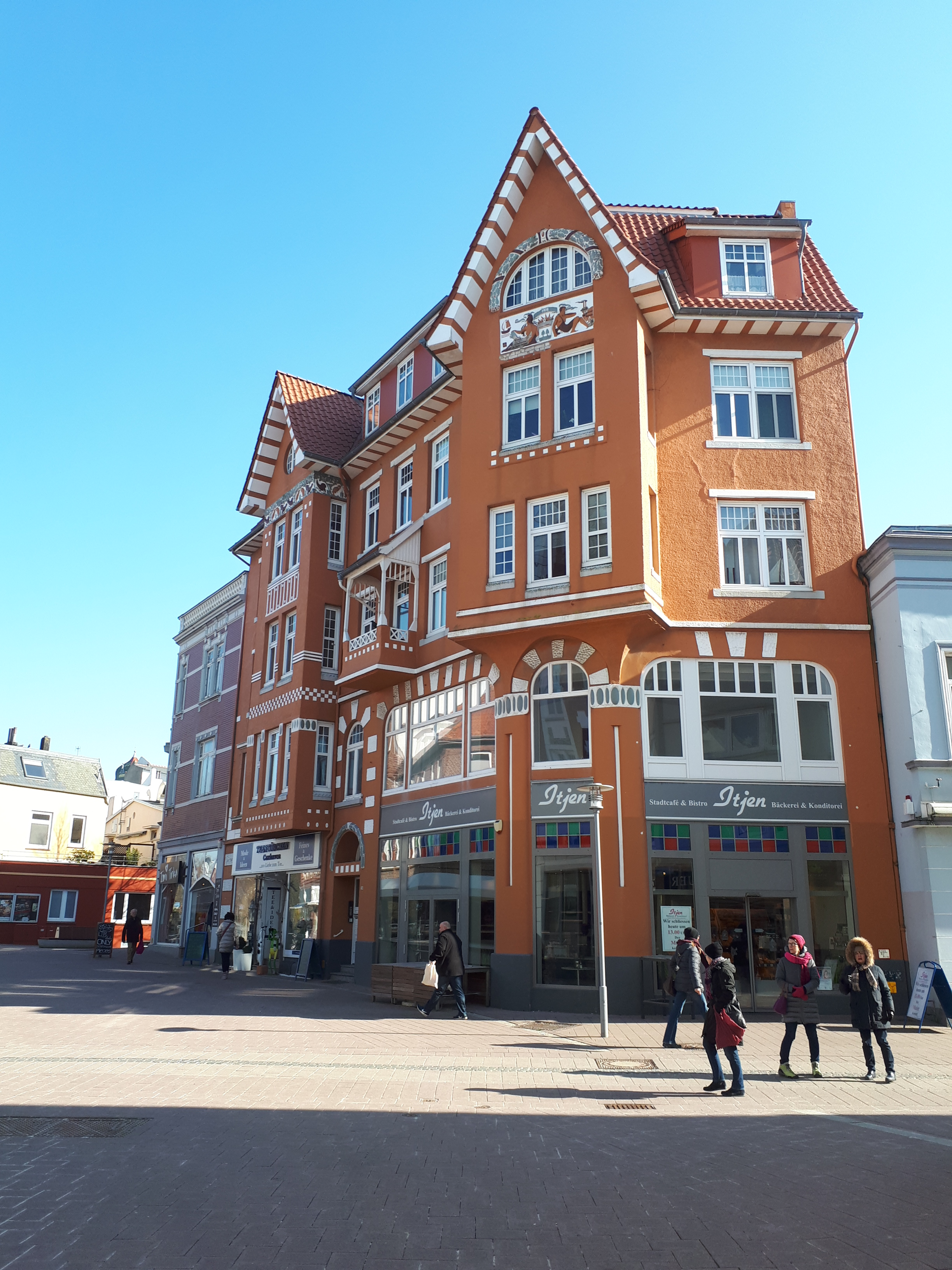
Nr. 24

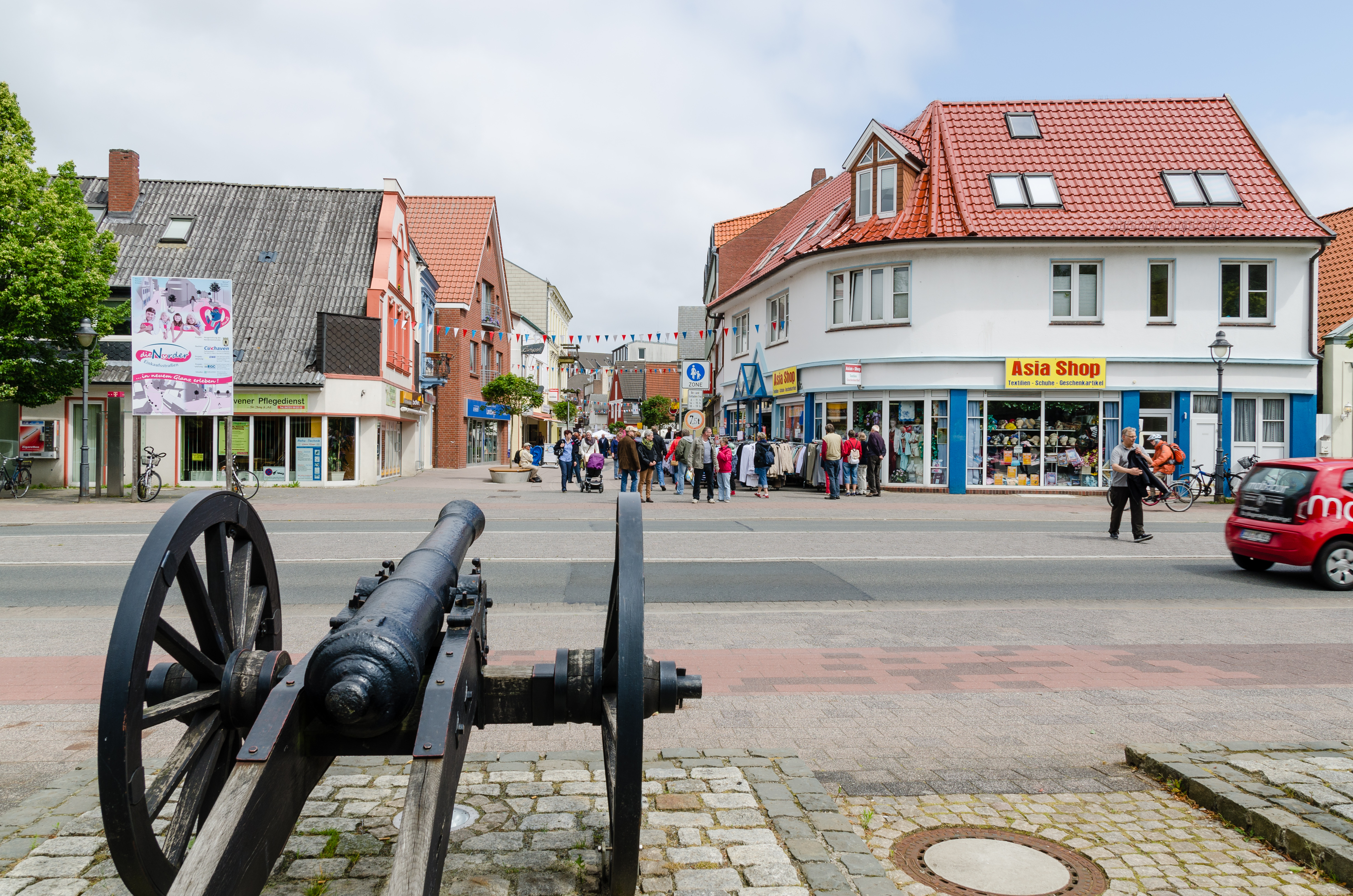
2013: Blick von der Südersteinstraße

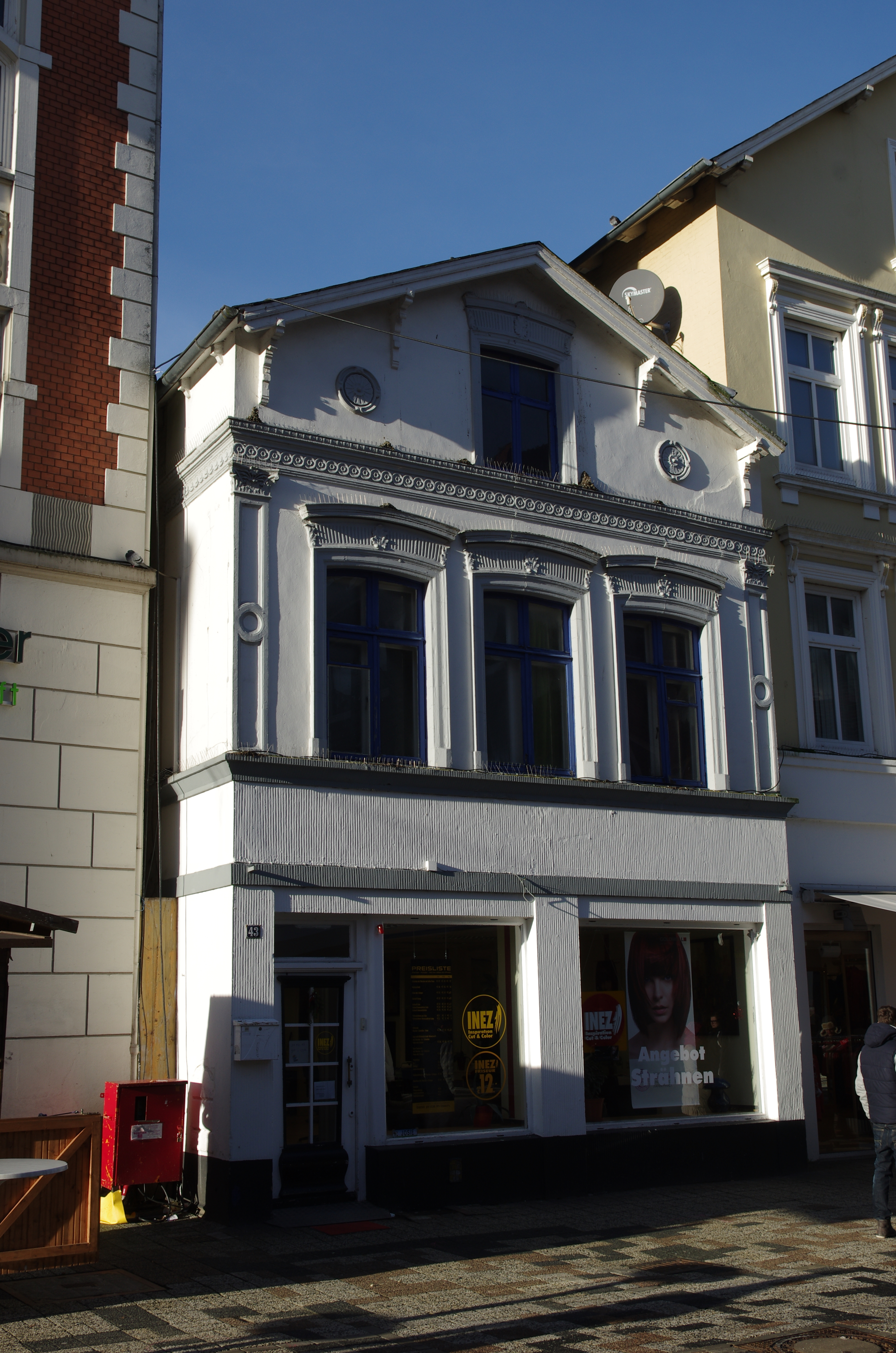
Nr. 43

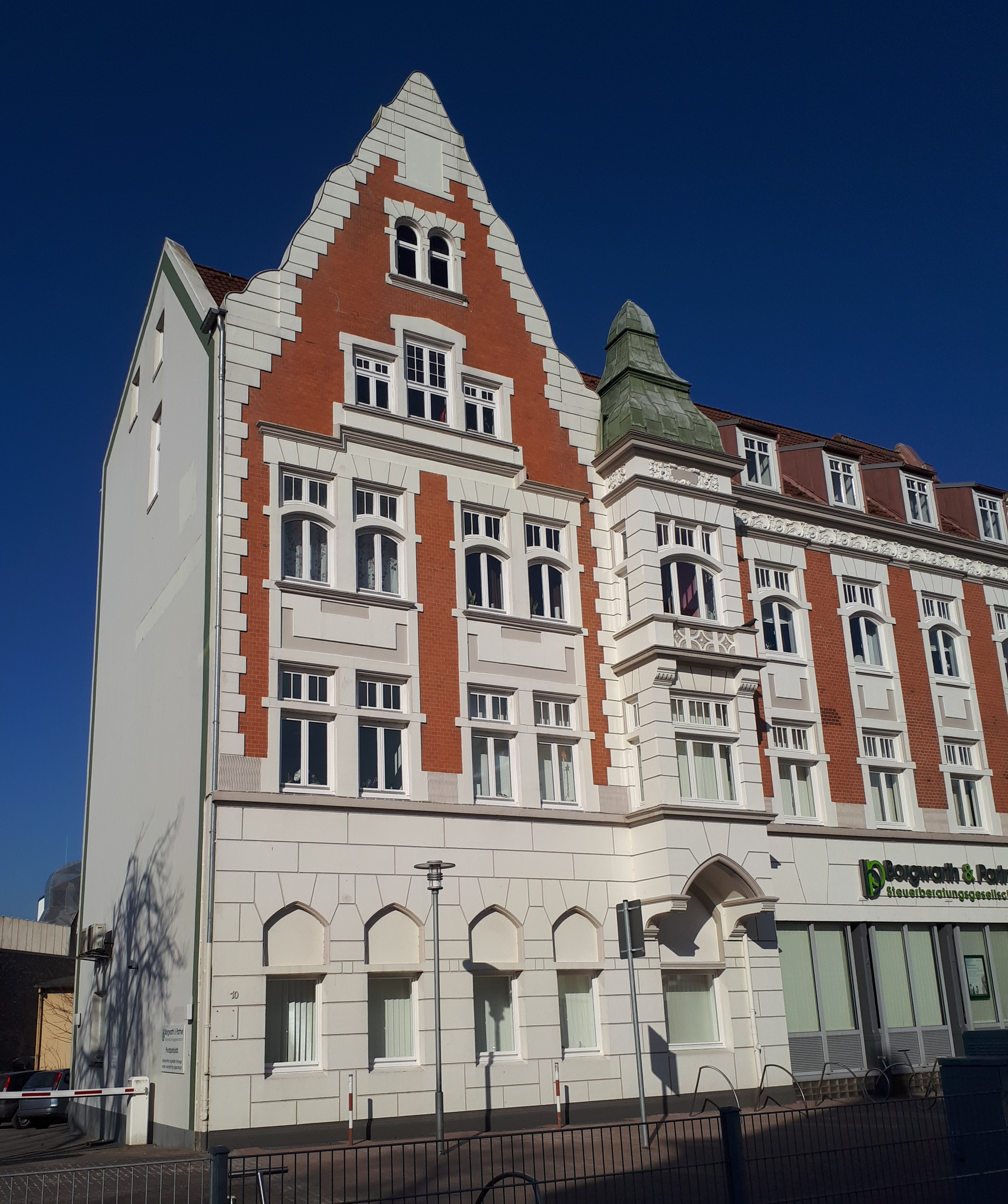
Nr. 44

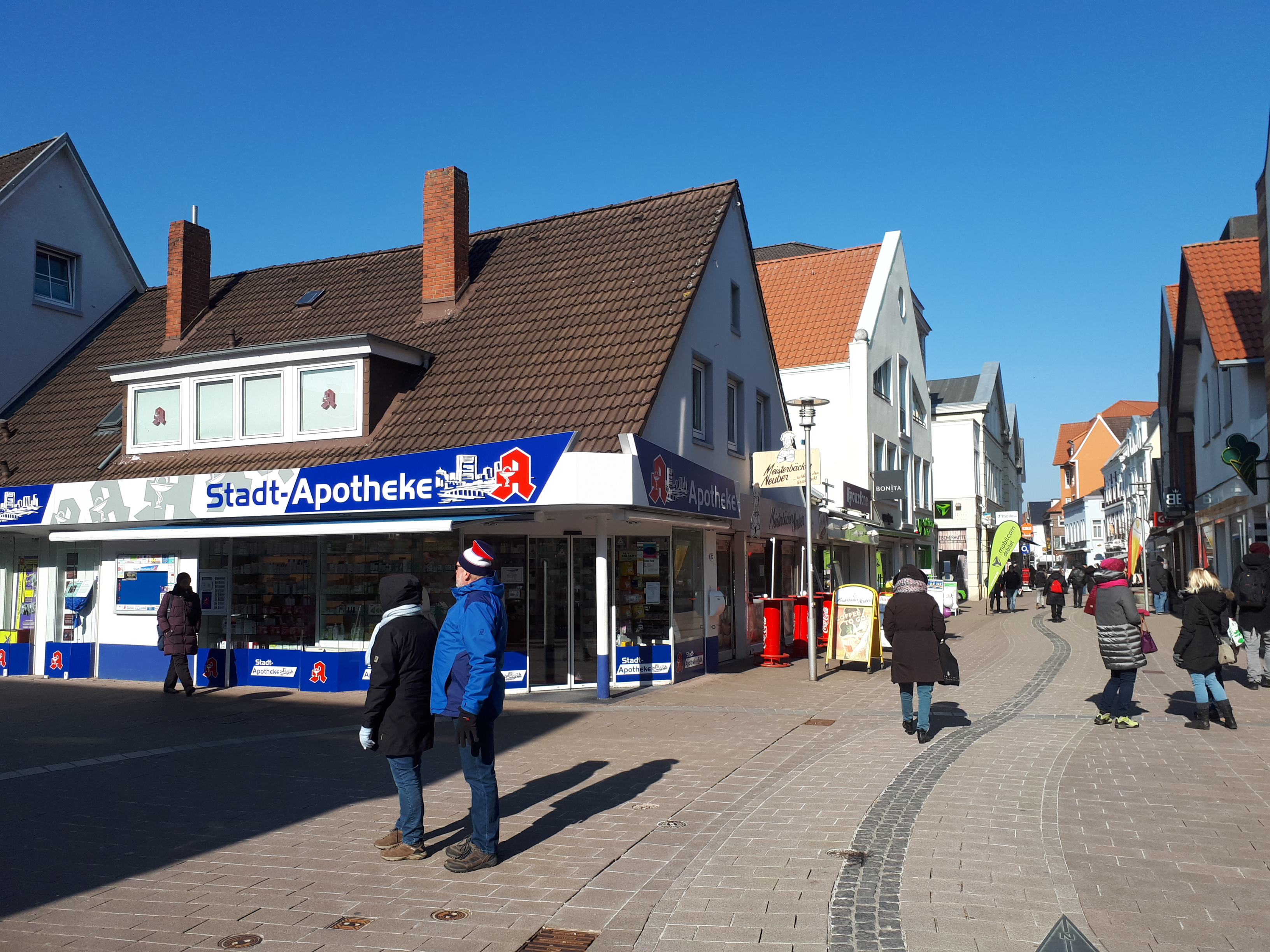
Nr. 57 Stadtapotheke

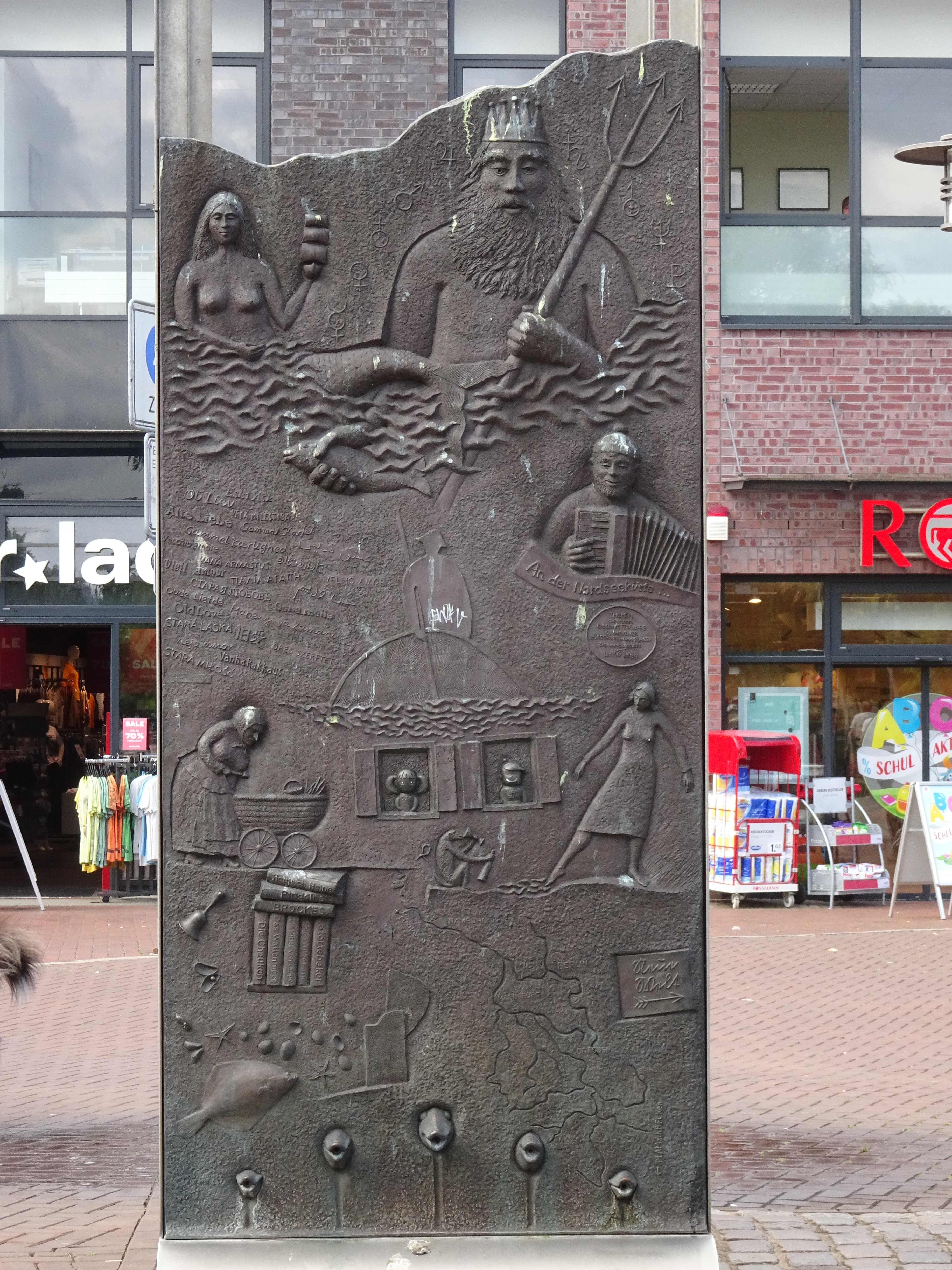
Brunnen am Kaemmererplatz

Nachdem 1872 Ritzebüttel und Alt-Cuxhaven vereinigt worden waren, erfolgte ein stärkerer Ausbau des Ortsgebietes. Die Nordersteinstraße zwischen dem Schloss Ritzebüttel und der Ritzebüttler Schleuse gehört zu den ältesten Straßen Cuxhavens. Im 19. Jahrhundert gab es an der Straße zahlreiche Geschäfte. 1846 wurde sie mit Klinkern gepflastert. Seit 1975 ist sie eine belebte Fußgängerzone.
Verkehrlich tangiert die Straße südlich die Buslinien 1004 und 1018 sowie nördlich die 1002, 1004, 1007, 1008, 1010, 1020, 1021, 1923, 1024 und 1027 der KVG.

## Gebäude, Anlagen (Auswahl)
An der Straße stehen zumeist zwei- bis dreigeschossige traufen- und giebelständige Geschäfts- und Wohnhäuser aus allen Zeiten seit um 1900. Die mit D gekennzeichneten Häuser stehen unter Denkmalschutz.
- Wohn- und Geschäftshäuser mit Läden u. a. für Zeitschriften, Getränke, Bekleidung und Mode, Teppiche und Gardinen, Uhren und Schmuck, Telefone, Bürobedarf, Bücher, Eisen-, Fleisch-, Back-, Porzellan-, Woll- und Spielwaren, Möbel, Reinigung und Lebensmittel sowie Banken, Cafés und Restaurants.
- Nr. 9: Dreigeschossiges Wohn- und Geschäftshaus mit der früheren Schlossapotheke
- Nr. 21: Zweigeschossiges Wohn- und Geschäftshaus von 1904 und 1912 (D)
- Nr. 22: Dreigeschossiges Wohn- und Geschäftshaus von 1905 (D)
- Nr. 24: Viergeschossiges Wohn- und Geschäftshaus mit zwei Giebelerkern von 1908 (D) mit Stadt-Café und Bäckerei
- Nr. 29: Früher Norderstein-Apotheke
- Nr. 32/33: Abriss des alten Thumann-Hauses als Giebelhäuser mit Satteldächern und 2019 modernes zweigeschossiges Flachdachgebäude[3][4]
- Nr. 33–36: Zweigeschossiges Geschäftshäuser am Kaemmererplatz mit Kaufhaus, Läden und Parkdeck
- Nr. 42: Dreigeschossiges Wohn- und Geschäftshaus von 1898  (D)
- Nr. 43: Zweigeschossiges Wohn- und Geschäftshaus von 1898, Architekt Rudolph Glocke (D)
- Nr. 44: Dreigeschossiges Wohn- und Geschäftshaus von 1905 mit zwei Giebel und Erkern (D)
- Nr. 52: Zweigeschossiges Wohn- und Geschäftshaus von um 1880 (D)
- Nr. 53 und 54: Zweigeschossiges Wohn- und Geschäftshaus von um 1880 (D)
- Nr. 57: Eingeschossiges Haus der Stadt-Apotheke
- Ecke Nordersteinstraße: Dreigeschossiges Wohn- und Geschäftshaus Holstenstraße 7 von 1905 nach Plänen von John Polack (D)
- Ecke Holstenstraße: Zweigeschossiges Wohn- und Geschäftshaus von um 1900 mit der früheren Schlossdrogerie nach Plänen von Achmet Steinmetz
- Kaemmererplatz: Bildplatten aus Bronze am Brunnen, 2002 von Diether Heisig, Hannover